# The Christmas Chronicles 2
The Christmas Chronicles 2 és una pel·lícula nadalenca dels Estats Units del 2021 de comèdia familiar dirigida per Chris Columbus a partir d'un guió d'ell i Matt Lieberman. És protagonitzada per Kurt Russell, Goldie Hawn, Darby Camp i Jahzir Bruno.
La seqüela es va estrenar el 25 de novembre del 2021 a Netflix.

## Sinopsi
Descontenta per la nova perspectiva de vida en família, l'adolescent Kate fuig de casa i acaba al Pol Nord, on un elf rebel planeja cancel·lar el Nadal.

## Repartiment
- Derby Camp: Kate
- Jahzir Bruno: Jack
- Kurt Russell: Pare Noel
- Goldie Hawn: Sra. Claus
- Julian Dennison: Belsnickel
- Kimberly Williams-Paisley: Claire
- Tyrese Gibson: Bob
- Judah Lewis: Teddy
- Patrick Gallagher: seguretat de l'aeroport